# حسام أبو الفتوح
 محمد حسام الدين حسن أبوالفتوح رجل أعمال مصري ومؤسس مجموعة أبو الفتوح، وهو نجل رجل الأعمال المصري «حسن أبو الفتوح».
ولد أبو الفتوح في 20 سبتمبر 1948 م. بدأ دراسته في الــ «Manner House»، ثم في المدرسة الثانوية «فيكتوريا كولدج» التي حصل منها على الثانوية العامة عام 1968. التحق بعد ذلك بكلية الهندسة بجامعة القاهرة قسم عمارة وتخرج فيها العام 1972، وعين معيدا بقسم العمارة ورفض والده رجل الأعمال اللامع وقتها في مصر أن يواصل مشواره في سلك التدريس فطلب منه السفر إلى السعودية ليعمل معه هناك لأنه كان يمتلك الشركة السعودية للمشروعات الكبرى مع الأمير محمد بن عبد العزيز والأمير عبد الله الفيصل.
وتخرج في كلية الهندسة جامعة القاهرة- قسم عماره وتم تعيينه معيداً بالقسم. في عام 1972 
نجح في أوائل الثمانينات 1979 في الحصول على توكيل سيارات «B. M. W» الألمانية في مصر لينافس بها السيارة مرسيدس في مصر-وربط سيارة B.M.W. باسم «أبوالفتوح بخدمة ما بعد البيع». ليصبح هو الوكيل الوحيد لبي ام دبليو في مصر. وكان لمجموعة أبو الفتوح الفضل والتأثير التاريخي لنجاح والقبول الجماهيري لبي ام دبليو في مصرو خصوصاُ في مواجة توكيل مرسيدس الذي كان يحتل المركز الأول للسيارات الفاخرة في سوق السيارات المصري. 
وفي عام 1994، تم تأسيس شركة دايو موتورز ايجبت، مشروع مشترك بين شركة دايو الكورية ومجوعة أبو الفتوح التي كانت تمتلك % 40 من اسهم الشركة. وحققت شركة دايو موترز ايجبت نجاح غير مسبوق في سوق السيارات المصري من خلال طرازات دايو لانوس ودايو نوبيرا، مما جعل مجموعة أبو الفتوح تحتل المركز الأول في صناعة السيارات في مصر طوال فترة التسعينات. بالإضافة كانت مجموعة أبو الفتوح توسعت في العديد من المجالات منها السياحة والمقاولات إلى أن وصل حجم المجموعة إلى 35 شركة في أواخر التسعينات.
في عام 2002 تعرض حسام أبو الفتوح إلى سلسلة من الاتهامات ومحاولة تشوية السمعة من قبل النظام المصري السابق. حيث تم اتهامة بالعديد من التهم منها الاستيلاء على مليار و 300 مليون جنيه من أموال بنك القاهرة وحيازة سلاح بدون ترخيص. وبعد ست سنوات من تداول العشرات من القضايا ضد حسام أبو الفتوح في ساحات القضاء المصري، تمت تبرئته من جميع التهم ومنهم تهمة الاستيلاء على مليار و 300 مليون جنيه في عام 2008 وأيضاُ تبرئته من التهم الأخرى التي كانت موجة إليه.
هذة الازمة التي استمرت ست سنوات ادت إلى ضياع توكيل بي ام دبليو من مجموعة أبو الفتوح بالإضافة الي ان في ذات الوقت قد اعلنت شركة دايو الكورية وهي الشركة الأم عن اشهار افلاسها وتم شرائها من قبل شركة جنرال موترز الأمريكية مما أدى إلى توقف مجموعة أبو الفتوح عن إنتاج طرارزات دايو.
لكن على الرغم من هذة الازمة التي مررت بها مجموعة أبو الفتوح، في عام 2006 حصلت المجموعة بقيادة المهندس حسن أبو الفتوح، نجل حسام أبو الفتوح، الذي كان لا يناهز الخامس والعشرين من العمر عندما اضطر للوقوف لمواجهة هذة الازمة، على توكيل سيارات الشركة الصينية «شيرى» وبدأ تجميع العديد من طرازات شيرى بمصنع أبو الفتوح بمدينة 6 أكتوبر تحت اسم «اسبرانزا» من خلال التمويل الذاتى للمشروع دون اللجوء إلى اقتراض رأس مال من أي بنك.
دخلت مجموعة أبو الفتوح السوق المصري مرة أخرى بقوة، وبالرغم من الانتقادات وتشكك السوق المصري من ظرازات السيارات الصينية. ونتج عن هذا نجاح ساحق في الصناعة المحلية للسيارات الذي حققتة المجموعة إلى توجه وزارة المالية المصرية بالطلب من مجموعة أبو الفتوح الانضمام لمشروع احلال التاكسى الذي أيضاً يعرف تحت اسم «التاكسى الأبيض» الذي كان علامة تاريخية في مجال النقل العام في مصر. في عام 2009 حازت مجموعة أبو الفتوح على أفضل موزع في العالم من شركة «شيرى» الصينية وتسلم الجائزة المهندس حسن أبو الفتوح، رئيس مجلس إدارة شركة دايو موتوز ايجيبت ومؤخرا تم الاتفاق مع شركة غبور اوتو على توزيع شركة غبور للسيارة اسبرانزا وذلك لامتلاك شركة غبور لشبكة توزيع قوية تساهم في انتشار السيارة بشكل أكبر.
في عام 2010 احتلت مجموعة أبو الفتوح بقيادة المهندسي حسام أبو الفتوح وحسن أبو الفتوح المركز الثاني في مبيعات التصنيع المحلى في سيارات الركوب والمركز الأول في عدة فئات، اسبيرانزا ِ113A بواقع 40% في فئة 1300 سى سى واسبيرانزا التيجو بواقع 65% من سيارات الركوب المتعددة الأغراض. كما تحتل المجموعة المركز الثاني بالسيارة اسبيرانزا ِ620 من سيارات الركوب سعة 2000 سى سى.
وتستمر مجموعة أبو الفتوح في العمل في العديد من المجالات وخاصاً مجال صناعة السيارات ذات الطرازات المختلفة التي وصل حجم مبيعاتها في السوق المصري ما يزيد على 180.000 سيارة مصنعة محليا من موديلات مختلفة منها 37000 سيارة اسبيرانزا مصنعة محليا.